# Tratado de Londres (1641)
O Tratado de Londres de 1641 pôs fim às Guerras Episcopais entre a Inglaterra e a Escócia. As Guerras dos Bispos foram uma parte inicial do conflito maior agora conhecido como as Guerras dos Três Reinos.
Em 1637, o rei Charles da Inglaterra, Escócia e Irlanda tentou impor um novo Livro de Oração, baseado no da Igreja da Inglaterra, na Igreja da Escócia (o Kirk). A tentativa despertou indignação patriótica e religiosa, e muitos escoceses assinaram o Pacto Nacional em protesto. Outra queixa era que as Assembleias Gerais do Kirk haviam votado para abolir o cargo de bispo, e Charles parecia determinado a restabelecê-lo. Charles levantou tropas na Inglaterra para invadir a Escócia e fazer cumprir sua vontade. O resultado foi a guerra.
Em 28 de agosto de 1640, um exército escocês derrotou um exército inglês na Batalha de Newburn, em Northumberland. Em 26 de outubro, Charles e os Covenanters assinaram o Tratado de Ripon como preliminar para um tratado mais detalhado e permanente. Enquanto isso, o exército escocês teria permissão para ocupar Northumberland e County Durham, e receberia £ 850 por dia por sua manutenção. Além disso, foi prometido aos escoceses que seriam reembolsados pelas despesas incorridas por causa das guerras.
Charles estava desesperadamente sem dinheiro e convocou o Parlamento da Inglaterra na esperança de que eles aprovassem contas de suprimentos financeiros para resolver seu problema. Aquele Parlamento (que funcionou até 1660 e ficou conhecido como o Parlamento Longo) reuniu-se pela primeira vez em 3 de novembro e acabou não sendo de forma alguma subserviente aos seus desejos. Uma semana depois, os comissários escoceses (John Smith de Grothill e Hugh Kennedy de Ayr) chegaram a Londres para finalizar um tratado. Charles denunciou o exército escocês como invasores rebeldes, mas os comissários foram bem recebidos pelos puritanos de Londres e ele retirou seus comentários.
Os comissários escoceses e ingleses continuaram as negociações em meados de 1641. O rei estava em uma posição fraca: havia agitação civil em Londres e o Parlamento impugnou seus dois ministros-chefe, o conde de Strafford e o arcebispo Laud (eles seriam executados mais tarde). Ele, portanto, fez várias concessões inesperadas. As resoluções das Assembléias Gerais do Kirk que aboliu o cargo de bispo foram ratificadas. Os castelos reais em Edimburgo e Dumbarton deveriam ser usados apenas para fins defensivos. Nenhum escocês seria censurado ou perseguido por assinar o Pacto Nacional. Os "incendiários" escoceses considerados responsáveis por precipitar a crise seriam processados na Escócia. Os bens e navios escoceses capturados durante a guerra seriam devolvidos. Publicações contra os Covenanters seriam suprimidas. Também foi acordado que os escoceses receberiam £ 300 000, uma quantia que o Parlamento caracterizou como "assistência fraterna". Os comissários escoceses também estavam ansiosos para concluir as negociações, sentindo que haviam demorado as boas-vindas. Eles denunciaram o episcopado (bispados) na Igreja da Inglaterra e falaram e escreveram contra Strafford e Laud; e seus anfitriões lhes disseram que isso não era da conta deles. Eles abandonaram a exigência de que o presbiterianismo seja adotado em todos os Três Reinos, e não apenas na Escócia. O Tratado foi assinado em 10 de agosto de 1641.
Charles visitou a Escócia de agosto a novembro, distribuindo favores. No entanto, as tensões subjacentes dentro de seus reinos ainda permaneciam, e as Guerras dos Bispos acabaram sendo apenas os conflitos iniciais nas Guerras dos Três Reinos, que terminaram apenas com seu julgamento e execução em 1649.